# Purismus (lingvistika)
Purismus či purizmus (z latinského purus 'čistý') je úsilí o stylovou čistotu v tvorbě. V jazykovědě je literárním úsilím o čistotu národního jazyka a literárních děl od cizích slov, syntaktických vazeb i jiných jazykových útvarů. Zároveň se jedná o očistu národního jazyka od jeho pokleslých forem.
Lingvističtí puristé jsou v češtině též nazývání brusiči.

## Purismus obecně
Purismus se poprvé objevil již v klasické antice – např. u známých řečníků Cicerona nebo Seneky. V literatuře se puristické tendence objevují již v období baroka, kdy byl purismus symbolem vlastenectví (např. V. J. Rosa). V Německu se toto úsilí o čistotu jazyka hodně rozšířilo v 17. století jako reakce na módní pronikání francouzských vlivů (např. alamodová literatura). Ve Španělsku byl silný purismus v 18. století, kde se místní jazykovědci snažili bránit rozsáhlému přejímání francouzských literárních forem a vkusu (tzv. afrancesamiento).
Obecně tak lze vystopovat tendenci, kdy se purismus projevuje vždy jako nástroj obrany jazyka v okamžicích, kdy u jeho mluvčích převládne názor, že je ohrožen, byť takové mínění skutečnost odrážet nemusí. S purismem se lze setkat ale také i v případě, kdy ve společnosti převládne expanzivní názor a puristické snahy, ač vnímány stále jako „obranné“, představují realizaci expanzionistických myšlenek. 

## Purismus v češtině
V češtině se s purismem lze setkat nejméně od počátku 15. století. Tato dlouhá a nepřerušená tradice začala nejpozději u Jana Husa, který si ve Výkladu desatera (1412) stěžoval na to, že „pravý Čech“ pomalu češtině přestává rozumět, a doporučuje nahradit například původně německé slovo „knedlík“ (dnes něm. Knödel) původnějším výrazem „šiška” (které se mimochodem dosud vyskytuje ve východomoravských a v části středomoravských nářečí). Příkladů udává však pouze několik.
Puristické snahy pokračovaly v humanistickém prostředí 16. století, kdy se kladl obzvlášť velký důraz na kultivaci spisovného jazyka a česká větev humanismu se snažila úspěšně ukázat, že čeština obstojí ve srovnání s klasickými jazyky. Zastáncem čistoty češtiny a odpůrce "vtrušování" germanizmů, latinizmů i grécizmů byl například Matouš Benešovský zv. Philonomus, který svůj puristický program explicitně rozvádí v Knize slov českých vyložených (1587). Na rozdíl od Jana Blahoslava a jeho Gramatiky české (1571), která také odmítala nadměrné užívání zavlečených slov, nepřiznával funkčnost žádným cizím slovům: M. Benešovský se snažil překládat i vlastní jména (Melantrich = Černovlásek, David = Silruk) a biblické (bible = bukva) a filozofické (logika = slovnice, gramatika = čtenice, dialektika = rozhodnice) pojmy.
Dále se tradice přelévala do barokního purismu v dílech, jako je Brus jazyka českého Jiřího Konstance (1667), vydaný po jeho smrti M. V. Šteyerem, a známá Čechořečnost Václava Jana Rosy z r. 1672. Ta kromě obrany českého jazyka obsahuje také puristický slovníček, z něhož čerpali i další barokní gramatici. Další důležitou položkou je Grammatica Linguae Bohemicae (Václav Jandit, 1704, 1705, 1715, 1732, 1739, 1753): k vydání z r. 1715 je připojen puristický slovníček pod názvem Slovář český (1704), jehož autorem je J. Ryvola, člen řádu křižovníků s červenou hvězdou. Čistota češtiny se, přirozeně nesoustavně, objevovala v požadavcích jezuitských kazatelů 18. století, jako byl např. Ondřej František Waldt (svatonepomucké kázání z r. 1729) nebo Daniel Nitsch, a nakonec ústí ve známý purismus obrozenecký. Opakovaně uváděný Jan Václav Pohl je tedy jen jednou z položek v delším seznamu dlouhodobých snah českých intelektuálů.
Puristické snahy se v Česku částečně objevují ještě ve 20. století u jazykovědců z okruhu časopisu Naše řeč v polemice se stoupenci tzv. funkční lingvistiky, (Dobová kritika Jiřího Hallera, lingvistu a redaktora časopisu Naše řeč, pro jazykový purismus je moderní lingvistikou považována za nespravedlivou.) S nástupem pražského strukturalizmu puristické snahy pomalu odezněly.

## Purismus v chorvatštině
Chorvatský jazyk má ze své podstaty přirozeně silné puristické tendence. Vymezuje se tím vůči jazyku srbskému, který je co se do slovní zásoby týče téměř totožný, avšak praxe tvorby domácích slov a nahrazování internacionalizmů mu je zcela cizí. Již v dobách chorvatského národního obrození začaly být mezi jazykovědci zaváděny zcela nové chorvatské termíny; mnohdy založené na podobném základě, jako tomu bylo v češtině (neboť je známo že čeští a chorvatští obrozenci měli díky existenci jednoho státu četné kontakty. Jednalo se velmi často o kalky z němčiny (z bahnhof → kolodvor, z geographia → zemljopis).
Nové rozměry získal chorvatský jazykový purismus během druhé světové války, kdy fašistické Chorvatsko politicky bojovalo proti sdílení čehokoliv společného se Srby, včetně jazyka. Nová slova se však v jazyce neusídlila (např. místo tramvaje munjovoz) a se vznikem socialistické Jugoslávie začaly být aktuální zcela jiné jazykové otázky. Dosud existující purismy, které jsou v chorvatském jazyce vnímány jako vlastní, domácí a používají se již od doby obrození, samozřejmě zůstaly a byly vnímány jako součást tzv. "západní varianty srbochorvatského jazyka"
V roce 1990 se těsně před rozpadem Jugoslávie rozpadl i společný jazyk. Chorvatština byla uznána za svébytnou řeč a tendence k zvýšení odlišnosti od srbského jazyka se začaly zvyšovat. Mnoho internacionalismů bylo nahrazeno; řada z nich se ujala a používá se dodnes, některé jiné se však ukázaly jen pouze jako symboly doby a lidé si na ně nezvykli. Některé puristické tendence se ukázaly ba dokonce až jako komické (zrakomlat namísto helikoptera) a staly se předmětem parodizace tiskem. Spoustu nových výrazů však přejala oficiální linie jazyka, především státní správy, přestože ve veřejnosti větší ohlas nenašly.

## Purismus v srbštině
Ačkoliv je srbský jazyk v podstatě puristickým principům vzdálen, během konfliktu v Jugoslávii bylo možné vystopovat určité tendence puristického charakteru, podstatě jazyka cizí a zastávané občas některými vzdělanými osobnostmi. Nejvíce zasáhly oblasti srbské Bosny a Hercegoviny, kde byl přijat cizí a nikdy nepoužívaný standard jazyka z Bělehradu (ekavština). Do popředí se dostal styl projevu, založený na písemné tradici dávných srbských hrdinů; guslarů a hajduků. Jedná se tak o víceméně přenesení etnického čištění na zcela nové pole – pole jazyka. Tento trend však byl spíše marginální a po normalizaci vzájemných vztahů rychle skončil.